# Родригеш, Жозе Мануэл
Жозе́ Мануэ́л душ Са́нтуш Родри́геш (порт. José Manuel dos Santos Rodrigues; род. 4 мая 1951, Лиссабон) — португальский и голландский фотограф и художник. С 1993 года по настоящее время живёт в португальском городе Эвора; до этого он более двадцати лет жил и работал в Нидерландах.

## Биография
Жозе Мануэл Родригеш родился 4 мая 1951 года в Лиссабоне. Его юность пришлась на неспокойные годы правления Антониу Салазара. Не желая участвовать в войне за удержание Анголы и Мозамбика, бывших в то время колониями Португалии, Родригеш в 1968 году бежал из страны:13–17:117. До 1969 года жил в Париже, а с 1969 по 1993 год — в Нидерландах, где обучался фотографии: в Гааге (с 1975 по 1980 годы) и в Апелдорне (с 1975 по 1979 год) в De School voor Fotografie. Родригеш также изучал видеосъёмку в Институте Сантбергена (Santbergen Institute) в городе Хилверсюм в 1989 году.